# Celedonio Romero
Celedonio Romero (* 2. März 1913 in  Cienfuegos, Kuba; † 8. Mai 1996 in San Diego) war ein spanischer Gitarrist, Komponist, Dichter und Gründer des Gitarrenensembles Los Romeros.

## Leben und Wirken
Der während einer Geschäftsreise seiner Eltern auf Kuba geborene und in der Nähe von Málaga aufgewachsene Romero begann im Alter von fünf Jahren das Gitarrenspiel zu erlernen. Während des spanischen Bürgerkriegs kämpfte er zunächst auf Seiten der Republikaner; nachdem jedoch die reaktionäre Gegenseite Anfang 1937 Málaga erobert hatten, wurde er in deren Armee eingezogen. Nach Abschluss seines Musikstudiums am Konservatorium von Málaga studierte er am Real Conservatorio Superior de Música de Madrid, wo er auch am Unterricht des Komponisten Joaquín Turina teilnahm. 
Mit einem ähnlichen, allerdings ein wenig mit Flamenco angereicherten Repertoire wie Andrés Segovia gab Romero in Spanien Solo-Konzerte. Trotz seiner Erfolge in Spanien verweigerte ihm das Regime von Diktator Francisco Franco die Erlaubnis, im Ausland aufzutreten. Daher emigrierte er bei einem vorgeschobenen Verwandtenbesuch mit seiner Frau Angelita und den drei Söhnen Celin, Pepe und Angel 1957 in die USA, von wo aus er seine Karriere im Quartett weltweit erfolgreich fortsetzte, Schallplatten aufnahm und Kompositionen veröffentlichte.
Zu seinen Schülern gehörte unter anderem Christopher Parkening.
Romero wurde von Juan Carlos I. in den Orden de Isabel la Católica aufgenommen. Er starb im Alter von 83 Jahren im kalifornischen San Diego an Lungenkrebs.